# Altan
Altan, pseudonimo di Francesco Tullio-Altan (Treviso, 30 settembre 1942), è un fumettista, vignettista e autore satirico italiano.

## Biografia
Figlio dell'antropologo friulano Carlo Tullio-Altan, comincia gli studi all'Istituto Universitario di Architettura di Venezia, ma non li porta a termine, dedicandosi invece al cinema e alla televisione, nel ruolo di scenografo e sceneggiatore. Nel 1970 si trasferisce a Rio de Janeiro dove crea il suo primo fumetto per bambini pubblicato da un quotidiano locale. Nel 1974 inizia a collaborare come fumettista per alcuni giornali italiani: sul mensile Linus esordisce il personaggio di Trino, un dio impreparato che si affanna nella creazione del mondo, e quello di Ada nel 1978.
Nel 1975, in coincidenza con il suo ritorno in Italia, crea la cagnolina Pimpa, uno dei suoi personaggi più riusciti e famosi, pubblicato inizialmente sul Corriere dei Piccoli, e che diverrà anche protagonista di alcune serie a cartoni animati (nel 1983 con la regia di Osvaldo Cavandoli e nel 1997 con la regia del napoletano Enzo D'Alò) trasmesse non solo in Italia dalla Rai, ma anche in altri paesi europei, e vincitrici del premio "Cartoons on the Bay". Altan stesso ha poi diretto una terza serie che la Rai ha trasmesso nel marzo 2013 su Rai YoYo. Oltre alla Pimpa ha realizzato altri personaggi per bambini come Kika e Kamillo Kromo. Quest'ultimo, pubblicato da Fonit Cetra, vinse vari premi ed ebbe dedicato un cortometraggio animato sempre con regia di Enzo D'Alò e con musiche di Beppe Crovella.
Altan ha ideato anche storie a fumetti per un pubblico adulto come le storie dell'operaio metalmeccanico comunista Cipputi e celebri biografie in chiave satirica di personaggi famosi come Cristoforo Colombo, Giacomo Casanova e Francesco d'Assisi. Inoltre ha realizzato le vignette di alcuni libri scritti da Gianni Rodari.
Decennale è la sua collaborazione con riviste come Linus, L'Espresso, Panorama e ultimamente con il quotidiano La Repubblica per il quale disegna vignette di satira politica. In genere nelle vignette satiriche di Altan vengono raffigurate persone comuni mentre poche volte si trovano personaggi politici come Giovanni Spadolini, Bettino Craxi e un uomo che ricorda Silvio Berlusconi ritratto con in mano una banana oppure nell'atto di puntare un ombrello contro il sedere di un uomo: gesto ripreso più volte dal vignettista veneto.

## Premi e riconoscimenti
- 1976 - Premio Yellow Kid al Salone Internazionale dei Comics
- 2015 - 50º Premio Basilica Palladiana[13]
- 2017 - Premio Letterario Giovanni Boccaccio al Giornalismo[14]
- 2020 - Pulcinella Award alla Carriera[15]

## Opere
- Animo, Cipputi!, Milano, Bompiani, 1977.
- Trino, Milano, Milano Libri, 1977; Milano, Glénat Italia, 1985; Firenze, Salani, 1995. ISBN 88-7782-422-0; Roma, Gallucci, 2009. ISBN 978-88-6145-093-6.
- Ciao! Sono la Pimpa, Milano, Rizzoli, 1978.
- Vola, uccellino!, Trieste, Edizioni EL, 1978.
- Brava, coccinella!, Trieste, Edizioni EL, 1978.
- Sulla spiaggia, Trieste, Edizioni EL, 1978.
- Viene l'autunno, Trieste, Edizioni EL, 1978.
- Fiocca la neve, Trieste, Edizioni EL, 1978.
- Tornano le rondini, Trieste, Edizioni EL, 1978.
- Kamillo Kromo, Trieste, Edizioni EL, 1978.
- Friz Melone & Confetto, Milano, Milano Libri, 1978.
- Ada, Milano, Milano Libri, 1979.
- Colombo, Milano, A. Mondadori, 1979.
- Dialoghi, Roma, Rinascita, 1979.
- Ridi, Cipputi!, Milano, Bompiani, 1979.
- La Pimpa ha cinque anni, Milano, Rizzoli, 1980.
- Sempre più fitta, Cipputi!, Milano, Tascabili Bompiani, 1980.
- Tinello italiano, Milano, Milano Libri, 1980.
- Brandelli, Bologna, L'isola trovata, 1981.
- Cuori pazzi, Milano, Bompiani, 1981.
- Turno di notte, Cipputi!, Milano, Tascabili Bompiani, 1981.
- Nuota, pesciolino!, Trieste, Edizioni EL, 1982. ISBN 88-7068-044-4.
- Corri, pallina!, Trieste, Edizioni EL, 1982. ISBN 88-7068-046-0.
- Sveglia, ippopotamo!, Trieste, Edizioni EL, 1982. ISBN 88-7068-049-5.
- Franz, Milano, Bompiani, 1982.
- Piatti amari, Cipputi!, Milano, Tascabili Bompiani, 1982.
- Alla deriva, Cipputi!, Milano, Tascabili Bompiani, 1983.
- Arriva la Pimpa, Milano, A. Mondadori, 1983.
- Gli amici della Pimpa, Milano, A. Mondadori, 1984.
- Senza rete, Cipputi!, Milano, Tascabili Bompiani, 1984.
- Gioco pesante, Cipputi!, Milano, Tascabili Bompiani, 1985.
- Le ultime parole famose, Milano, A. Mondadori, 1985.
- La vera storia di Kamillo Kromo, Trieste, Edizioni EL, 1985.
- L'amico pinguino, Trieste, Edizioni EL, 1986. ISBN 88-7068-079-7.
- I puntini rossi, Trieste, Edizioni EL, 1986. ISBN 88-7068-078-9.
- L'elefantino bianco, Trieste, Edizioni EL, 1986. ISBN 88-7068-077-0.
- I buoni, Milano, A. Mondadori, 1986.
- Cico & Pippo. La crudeltà fatta in casa, Milano, Glénat Italia, 1986.
- Dieci anni Cipputi!, Milano, Bompiani, 1986.
- In diretta, Cipputi!, Milano, Tascabili Bompiani, 1986.
- Macao, Milano, Milano Libri, 1986. ISBN 88-318-0011-6.
- Il nonno non ha sonno, Trieste, Edizioni EL, 1986. ISBN 88-7068-045-2.
- Aria fritta, Cipputi!, Milano, Tascabili Bompiani, 1987.
- Gordo. Abusi e soprusi, Milano, Glénat Italia, 1987.
- Pimpa per un anno, Milano, Glénat Italia, 1987. ISBN 88-7811-008-6.
- Kufia. Matite italiane per la Palestina, con altri, Napoli, L'alfabeto urbano-Cuen, 1988.
- Ada nella jungla, Milano, Glénat Italia, 1988. ISBN 88-7811-023-X
- Cara Pimpa, Milano, Glénat Italia, 1988. ISBN 88-7811-021-3
- Cento di questi Altan, Milano, A. Mondadori, 1988.
- Pioggia acida, Cipputi!, Milano, Tascabili Bompiani, 1988.
- Diario di bordo. Immagini di vent'anni alla deriva, Venezia, ARCINOVA Veneto, 1989.
- Guida a destra, Cipputi!, Milano, Tascabili Bompiani, 1989. ISBN 88-452-1445-1.
- Pimpa fa festa, Milano, Glénat Italia, 1989. ISBN 88-7811-062-0.
- Tanti auguri!, Trieste, Edizioni EL, 1989. ISBN 88-7068-121-1.
- Tra uomo e donna, Viterbo, Stampa alternativa, 1989.
- Mix, Milano, Rizzoli Libri, 1990. ISBN 88-17-81122-X.
- Overdose, Cipputi!, Milano, Tascabili Bompiani, 1990. ISBN 88-452-1597-0.
- Pimpa. Raccolta n. 1, Milano, Glénat Italia, 1990. ISBN 88-7811-074-4.
- Pimpa. Raccolta n. 2, Milano, Glénat Italia, 1990. ISBN 88-7811-077-9.
- Pimpa. Raccolta n. 3, Milano, Glénat Italia, 1990. ISBN 88-7811-085-X.
- Pimpa scopriamo il mondo, Milano, Glénat Italia, 1990. ISBN 88-7811-093-0.
- Pimpa. Raccolta n. 4, Milano, Glénat Italia, 1991. ISBN 88-7811-103-1.
- Pimpa. Raccolta n. 5, Milano, Glénat Italia, 1991. ISBN 88-7811-107-4.
- Pimpa scopriamo la casa, Milano, Glénat Italia, 1991. ISBN 88-7811-135-X.
- Pimpa. Raccolta n. 6, Milano, Glénat Italia, 1991. ISBN 88-7811-142-2.
- Pimpa. Raccolta n. 7, Milano, Glénat Italia, 1991. ISBN 88-7811-155-4.
- Taci e mangia. Un anno di rospi in 210 vignette, Milano, Bompiani, 1991. ISBN 88-452-1811-2.
- Il pinguino Nino, Trieste, Emme Edizioni, 1992. ISBN 88-7927-104-0.
- Carlotta fa un giretto, Trieste, Emme Edizioni, 1992. ISBN 88-7927-105-9.
- Gioca con Pimpa, Ozzano Emilia, Franco Panini ragazzi, 1992.
- Il libro-metro di Pimpa, Ozzano Emilia, Franco Panini ragazzi, 1992.
- Non chiamarmi Omar, con Sergio Staino, Milano, Baldini & Castoldi, 1992. ISBN 88-85988-40-7.
- Nuova solfa. Vecchio ritornello italiano in 240 vignette, Milano, Bompiani, 1992. ISBN 88-452-1940-2.
- Pimpa: zig zag con la mela, Ozzano Emilia, Franco Panini ragazzi, 1992.
- Pimpa: zig zag in canoa, Ozzano Emilia, Franco Panini ragazzi, 1992.
- Mamma, aiuto!, con François Cavanna, Milano, Anabasi, 1992. ISBN 88-417-3002-1.
- Pimpa. Raccolta n. 8, Milano, Glénat Italia, 1993. ISBN 88-7811-176-7.
- Pimpa, dov'e?, Milano, Glénat Italia, 1993. ISBN 88-7811-193-7.
- Pimpa, cosa conta?, Milano, Glénat Italia, 1993. ISBN 88-7811-194-5.
- Pimpa, con chi gioca?, Milano, Glénat Italia, 1993. ISBN 88-7811-195-3.
- Pimpa, cosa fa?, Milano, Glénat Italia, 1993. ISBN 88-7811-196-1.
- Pimpa. Raccolta n. 9, Milano, Glénat Italia, 1993. ISBN 88-7811-197-X.
- Pimpa. Raccolta n. 10, Milano, Glénat Italia, 1993. ISBN 88-7811-207-0.
- Nodi al pettine. Permanente italiana in 228 vignette, Milano, Bompiani, 1993. ISBN 88-452-2131-8.
- Il nonno non ha sonno. Macchiella. La gallina bianca e i due gatti. Il sole e il giardino, Trieste, Edizioni EL, 1993.
- Paloma va alla spiaggia, Trieste, Emme Edizioni, 1993. ISBN 88-7927-154-7.
- Zorro Bolero, Milano, Gut, 1993. ISBN 88-7930-018-0.
- Pimpa. Raccolta n. 11, Milano, Glénat Italia, 1994. ISBN 88-7811-212-7.
- Dalla zuppa al pan bagnato. Come cambia il menu del ristorante Italia, Milano, Bompiani, 1994. ISBN 88-452-2404-X.
- Il pettirosso Pippo, Trieste, Emme Edizioni, 1994. ISBN 88-7927-128-8.
- Pimpa, a cosa serve?, Modena, Franco Panini Ragazzi, 1994. ISBN 88-7686-296-X.
- Pimpa, che differenza c'è?, Modena, Franco Panini Ragazzi, 1994. ISBN 88-7686-297-8.
- Pimpa, cosa usa?, Modena, Franco Panini Ragazzi, 1994. ISBN 88-7686-298-6.
- Pimpa, di che colore è?, Modena, Franco Panini Ragazzi, 1994. ISBN 88-7686-299-4.
- Pimpa. Scopriamo i mestieri, Modena, Franco Panini Ragazzi, 1994. ISBN 88-7686-301-X.
- Pimpa in casa, Modena, Franco Panini Ragazzi, 1994. ISBN 88-7686-367-2.
- Porgerai l'altro culo, Modena, Panini, 1994. ISBN 88-7686-485-7.
- Pimpa scopriamo il bosco, Milano, Glénat Italia, 1995. ISBN 88-7686-549-7.
- Ada va nel bosco, San Dorligo della Valle, Emme Edizioni, 1995. ISBN 88-7927-210-1.
- L'anno del maiale. Diario di una stagione indimenticabile, Milano, Bompiani, 1995. ISBN 88-452-2703-0.
- Piccole storie, Trieste, Einaudi Ragazzi, 1995. ISBN 88-7926-182-7.
- Simone acchiappasuoni, Trieste, Emme Edizioni, 1995. ISBN 88-7927-227-6.
- 2 storie di fine millennio, Modena, Comix, 1996. ISBN 88-8193-010-2.
- La casa della Pimpa, Modena, Panini ragazzi, 1996.
- Il libro dei mesi di Pimpa, Modena, Panini ragazzi, 1996. ISBN 88-7686-622-1.
- Pimpa e le carte gemelle, Modena, Panini ragazzi, 1996. ISBN 88-7686-623-X.
- Pimpa, il pesce nonno e le stelle, Panini ragazzi, 1996. ISBN 88-7686-714-7.
- Pimpa e il cavallino volante, Modena, Panini ragazzi, 1996. ISBN 88-7686-716-3.
- Coniglietto e i suoi fratellini, Modena, Franco Cosimo Panini, 1996. ISBN 88-7686-717-1.
- Rosita, Tina e Leonardo, Modena, Franco Cosimo Panini, 1996. ISBN 88-7686-753-8.
- Colombino e lo zio Gastone, Modena, Panini ragazzi, 1996. ISBN 88-7686-754-6.
- Pimpa e l'amico Gianni, Modena, Panini ragazzi, 1996. ISBN 88-7686-855-0.
- Partita a due, Milano, Bompiani, 1996. ISBN 88-452-2814-2.
- Pimpa. Raccolta n. 16, Modena, Panini ragazzi, 1996.
- Pimpa e la sveglia, Modena, Panini ragazzi, 1996.
- Il sogno di Cirillo, Trieste, Emme Edizioni, 1996. ISBN 88-7927-258-6.
- Teatrino italiano, Bologna, Il mulino, 1996. ISBN 88-15-05618-1.
- Attendere, prego, Milano, Bompiani, 1997. ISBN 88-452-3524-6.
- Ben, il quarto figlio di Noè. Storia scritta e disegnata da Altan per Benito Nonino, voluta da Giannola, Cristina, Antonella ed Elisabetta nel Centenario della Famiglia Nonino, s.l, s.n., 1997.
- Bombo ippopotamo e la nonna, Modena, Panini ragazzi, 1997. ISBN 88-7686-838-0
- Tre avventure di Ciccio porcellino, Modena, Panini ragazzi, 1997. ISBN 88-7686-839-9.
- Sogni d'oro, Pimpa, Modena, Panini ragazzi, 1997. ISBN 88-7686-840-2.
- Pimpa e la talpa Camilla, Modena, Panini ragazzi, 1997. ISBN 88-7686-854-2.
- Coniglietto torna a scuola, Trieste, Emme Edizioni, 1997. ISBN 88-7927-296-9.
- Pimpa. Raccolta n. 20, Modena, Panini ragazzi, 1997.
- Pimpa. Raccolta n. 21, Modena, Panini ragazzi, 1997.
- Pimpa. Raccolta n. 22, Modena, Panini ragazzi, 1997.
- Pimpa. Raccolta n. 23, Modena, Panini ragazzi, 1997.
- A spasso con Pimpa, Modena, Franco Cosimo Panini, 1998.
- Gli sbagli fortunati, con Roberto Piumini, Trieste, Edizioni EL, 1998. ISBN 88-477-0169-4.
- Kamillo gira il mondo, Trieste, Edizioni EL, 1998. ISBN 88-477-0300-X.
- Mi leggi un'altra storia?, con Roberto Piumini, Trieste, Edizioni EL, 1998. ISBN 88-477-0302-6.
- In barca con Nino, Trieste, Einaudi Ragazzi, 1998. ISBN 88-7926-273-4.
- Carlotta prende il treno, Trieste, Emme Edizioni, 1998. ISBN 88-7927-342-6.
- Pimpa e... il pupazzo Max, Modena, Panini ragazzi, 1998. ISBN 88-7686-892-5.
- Pimpa e... la stella Lulù, Modena, Panini ragazzi, 1998. ISBN 88-7686-893-3.
- Pimpa e... la lumachina blu, Modena, Panini ragazzi, 1998. ISBN 88-7686-894-1.
- Pimpa e... la mela volante, Modena, Panini ragazzi, 1998. ISBN 88-7686-895-X.
- Pimpa in cielo e in mare, Modena, Panini ragazzi, 1998. ISBN 88-7686-954-9.
- Pimpa e il corvo Corrado, Modena, Panini ragazzi, 1998. ISBN 88-7686-963-8.
- Pimpa and colours, Modena, Panini ragazzi, 1998. ISBN 88-8290-003-7.
- Pimpa is busy, Modena, Panini ragazzi, 1998. ISBN 88-8290-004-5.
- Pimpa is moving, Modena, Panini ragazzi, 1998. ISBN 88-8290-005-3.
- Pimpa and opposites, Modena, Panini ragazzi, 1998. ISBN 88-8290-006-1.
- Pimpa e la Pimpa gemella, Modena, Panini ragazzi, 1999. ISBN 88-8290-055-X.
- Romanzi sconvenienti, Milano, Bompiani, 1999. ISBN 88-452-4268-4.
- Anni frolli, Torino, Einaudi, 2001. ISBN 88-06-15909-7.
- Pimpa e l'amica Pepita, Modena, Panini ragazzi, 2001. ISBN 88-8290-410-5.
- Pimpa e... il fungo sognatore, Modena, Panini ragazzi, 2002. ISBN 88-8290-450-4.
- Pimpa e... il pesce Totò, Modena, Panini ragazzi, 2002. ISBN 88-8290-451-2.
- Pimpa e... le due lune, Modena, Panini ragazzi, 2002. ISBN 88-8290-452-0.
- Pimpa e... il topino Lino, Modena, Panini ragazzi, 2002. ISBN 88-8290-454-7.
- Tre uomini in bicicletta, con Paolo Rumiz, Milano, Feltrinelli, 2002. ISBN 88-07-84013-8.
- Banane, Torino, Einaudi, 2003. ISBN 88-06-16465-1.
- L'arte di Altan, Roma, la Repubblica, 2003.
- Pimpa. Tante piccole storie, Modena, Panini ragazzi, 2003. ISBN 88-8290-612-4.
- Pimpa e la scuola di Tito, Modena, Panini ragazzi, 2005. ISBN 88-8290-776-7.
- Cronache dal Belpaese, Roma, la Repubblica, 2005.
- L'Italia di Cipputi, Milano, Mondadori, 2005. ISBN 88-04-54870-3.
- La prospettiva del ranocchio. Lo sguardo dei bambini sul mondo adulto, con Elisabetta Forni, Torino, Bollati Boringhieri, 2005. ISBN 88-339-1600-6.
- Il pesce spada e la serratura, testo di Guia Risari, Roma, Beisler, 2007. ISBN 978-88-7459-012-4.
- Pimpa e la gita nella foresta, Modena, Panini Ragazzi, 2007. ISBN 978-88-8290-975-8.
- I nostri antenati. Tre biografie non autorizzate, Milano, BUR Rizzoli, 2009. ISBN 978-88-17-02839-4.
- Altan terapia. Un distillato di Altan come sollievo alla vita quotidiana, Milano, Salani, 2010. ISBN 978-88-6256-176-1.
- Pippo Pettirosso e la notte, San Dorligo della Valle, Emme, 2010. ISBN 978-88-6079-569-4.
- Adesso giochiamo!, con Raffaella Bolaffio, Nicoletta Costa, Agostino Traini, San Dorligo della Valle, Emme, 2010. ISBN 978-88-6079-617-2.
- Pimpa e Olivia Paperina, Modena, Panini, 2010. ISBN 978-88-570-0175-3.
- Pimpa. Schizzi di adesivi, Modena, Panini, 2010. ISBN 978-88-570-0187-6.
- I giochi di Rosita, Tina e Leonardo, Modena, Panini, 2010. ISBN 978-88-570-0188-3.
- I sogni di Gigi orsetto e bella coccinella, Modena, Panini, 2010. ISBN 978-88-570-0205-7.
- Pimpa pop-up, con DVD, Modena, Panini, 2010. ISBN 978-88-570-0258-3.
- Pimpa. Storia di Natale, Modena, Panini, 2010. ISBN 978-88-570-0247-7.
- Pimpa. Buongiorno, mare!, Modena, Panini ragazzi, 2011. ISBN 978-88-570-0349-8.
- Albertina esploratrice, San Dorligo della Valle, Emme Edizioni, 2011. ISBN 978-88-6079-768-1.
- Tunnel, Roma, Gallucci, 2011. ISBN 978-88-6145-300-5.
- Donne nude, Milano, Longanesi, 2011. ISBN 978-88-304-3001-3.
- Piccolo uovo, con Francesca Pardi, Milano, Lo Stampatello, 2011. ISBN 978-88-905799-2-9.
- Altan... all'inferno!!!, da un'idea di Andrea Princivalli e Anna Alemanno, con il prezioso aiuto di Mara Chavez e Silvano Mezzavilla, Asolo, Tipografia Asolana, 2011.
- Il tatà e i suoi amici, Borgaro, Zamorani, 2012. ISBN 978-88-7158-193-4.
- 50 storie a fumetti di Pimpa, Modena, Panini, 2012. ISBN 978-88-570-0481-5.
- Caccia alla Pimpa, con CD, Modena, Panini, 2012. ISBN 978-88-570-0484-6.
- Gli amici di Pimpa. Coniglietto, Modena, Panini, 2012. ISBN 978-88-570-0502-7.
- Gli amici di Pimpa. Bella coccinella, Modena, Panini, 2012. ISBN 978-88-570-0503-4.
- Gli amici di Pimpa. Pinguino Nino, Modena, Panini, 2012. ISBN 978-88-570-0504-1.
- Gli amici di Pimpa. Colombino, Modena, Panini, 2012. ISBN 978-88-570-0505-8.
- Piccolo uovo: chi è il più ricco del reame?, con Francesca Pardi, Milano, Lo Stampatello, 2012. ISBN 978-88-905799-6-7.
- Altre 50 storie a fumetti di Pimpa, Modena, Panini, 2013. ISBN 978-88-570-0603-1.
- Belle bestie, con Chiara Carminati e Giovanna Pezzetta, con CD, Modena, Panini, 2013. ISBN 978-88-570-0607-9.
- Piccolo uovo maschio o femmina?, con Francesca Pardi, Milano, Lo Stampatello, 2013. ISBN 978-88-98312-08-5.
- Piccolo uovo nessuno è perfetto, con Francesca Pardi, Milano, Lo Stampatello, 2013. ISBN 978-88-98312-15-3.
- Pimpa va a Venezia, Modena, Panini, 2014. ISBN 978-88-570-0784-7.
- Colpi di coda, Roma, Gallucci, 2014. ISBN 978-88-6145-761-4.
- L'amica onda, Modena, Panini, 2015. ISBN 978-88-570-0897-4.
- 10 teorie sull'estinzione dei dinosauri (e 25 animali fantastici), con Stefano Benni, Roma, Gallucci, 2016. ISBN 978-88-93480-18-5.
- Arriva Tito, Modena, Panini, 2016. ISBN 978-88-570-1064-9.
- Piccolo uovo è... il leone, con Francesca Pardi, Milano, Lo Stampatello, 2017. ISBN 978-88-98312-31-3.
- Piccolo uovo è... la tartaruga, con Francesca Pardi, Milano, Lo Stampatello, 2017. ISBN 978-88-98312-32-0.
- Piccolo uovo è... il pavone, con Francesca Pardi, Milano, Lo Stampatello, 2017. ISBN 978-88-98312-33-7.
- Piccolo uovo è... il gatto, con Francesca Pardi, Milano, Lo Stampatello, 2017. ISBN 978-88-98312-34-4.
- Piccolo uovo, con Francesca Pardi, Milano, Lo Stampatello, 2018. ISBN 978-88-905799-2-9. Edizione in Comunicazione aumentativa e alternativa
- Pimpa in TV. Il dinosauro Dino, Modena, Panini ragazzi, 2018. ISBN 978-88-570-1362-6.
- Pimpa in TV. Le stelle tuffanti, Modena, Panini ragazzi, 2018. ISBN 978-88-570-1363-3.
- Pimpa e il pesce pilota, Modena, Panini ragazzi, 2018. ISBN 978-88-570-1364-0.
- La casetta di Pimpa, Modena, Panini, 2018. ISBN 978-88-570-1423-4.
- Uomini ma straordinari, Roma, Coconino Press, 2019. ISBN 978-88-7618-457-4.
- Acqua passata, Roma, Coconino Press-Fandango, 2019. ISBN 978-88-7618-513-7.
- Altan: Pimpa, Cipputi e altri pensatori, a cura di Luca Raffaelli, Modena, Panini, 2019. ISBN 978-88-570-1553-8.
- Ada e altre giungle, Roma, Coconino Press, 2021. ISBN 978-88-7618-569-4.
- A me gli occhi. Lo sguardo di Altan per capire che siamo, Milano, Salani, 2021. ISBN 978-88-310-0882-2.
- Chine, San Quirico, Nives Edizioni, 2023. ISBN 979-12-8052-041-8.
- Avventure metropolitane, Roma, Coconino, 2023. ISBN 978-88-7618-640-0.
- Altan, Cipputi e la Pimpa. Il mondo com’è... e come dovrebbe essere. Il giornale della mostra, Roma, Coconino Press-Fandango, 2023. ISBN 978-88-7618-658-5.
- Ballate dei tempi che corrono, con Michele Serra, Milano, Feltrinelli, 2023. ISBN 978-88-07-03569-2.